# Benestad, Alvesta kommun
Benestad är en småort i Alvesta kommun, Kronobergs län.
Benestad består av två vägar som går parallellt mellan Alvesta och Blädinge kyrkby.